# Forte Gabrielli
Le bienheureux Forte Gabrielli (né en 970 à Gubbio, en Ombrie et mort le 9 mai 1040 dans la même ville) était un ermite et un moine italien du Moyen Âge, qui vécut en Ombrie à la fin du Xe et au début du XIe siècle. Il appartenait à la famille Gabrielli de Gubbio.

## Biographie
Ermite dans les montagnes situées autour de Gubbio, Forte Gabrielli a rejoint les Bénédictins à l'abbaye de Fonte Avellana. 
Il est mort le 9 mai 1040 et a été béatifié par le pape Benoît XIV, le 17 mars 1756. Son corps est encore exposé dans la cathédrale de Gubbio. 
En 1740, pour célébrer les 700 ans de sa mort, son homonyme descendant, Forte Gabrielli comte de Baccaresca, fit représenter Forte, parmi d'autres membres de la famille, par Pompeo Batoni dans un retable pour la chapelle Gabrielli dans l'église San Gregorio al Celio à Rome (Vierge sur le trône entourée des Saints et Bienheureux de la famille Gabrielli de Gubbio). Dans la même occasion, à Forte fut également dédié par Carlo Innocenzo Frugoni un poème: Per il Beato Forte Gabrielli da Gubbio eremita e monaco, celebrandosi dal signor conte Gabrielli suo discendente il compimento del settimo secolo di sua beata memoria.